# Cratere Elorza
Elorza  è un cratere sulla superficie di Marte.